# Юбилейный сельский совет (Алёшковский район)
Юбилейный сельский совет (укр. Ювілейна сільська рада) — входит в состав
Алёшковского района
Херсонской области
Украины.
Административный центр сельского совета находится в 
с. Юбилейное.

## Населённые пункты совета
- с. Юбилейное
- с. Дружное